# Thunder Bay International Airport
Thunder Bay International Airport (franska: Aéroport international de Thunder Bay) är en flygplats i Kanada.   Den ligger i provinsen Ontario, i den sydöstra delen av landet, 1 100 km väster om huvudstaden Ottawa. Thunder Bay International Airport ligger 199 meter över havet.
Terrängen runt Thunder Bay International Airport är platt åt nordväst, men åt sydost är den kuperad.Närmaste större samhälle är Thunder Bay, 5,5 km öster om Thunder Bay International Airport.
Runt Thunder Bay International Airport är det i huvudsak tätbebyggt. Runt Thunder Bay International Airport är det ganska tätbefolkat, med 207 invånare per kvadratkilometer.